# Columbia (Maryland)
Columbia egy népszámlálási lakóövezet Howard megyében, Maryland államban, az Egyesült Államokban. A tervezett település 10 önálló faluból áll. 
A népszámlálási lakóövezet lakossága 99 615 fő volt az Amerikai Egyesült Államok 2010. évi népszámlálásakor. Ez Baltimore után Maryland második legnépesebb közössége.

## Fordítás
Ez a szócikk részben vagy egészben  a   Columbia, Maryland című angol Wikipédia-szócikk ezen változatának fordításán alapul.  Az eredeti cikk szerkesztőit annak laptörténete sorolja fel. Ez a jelzés csupán a megfogalmazás eredetét és a szerzői jogokat jelzi, nem szolgál a cikkben szereplő információk forrásmegjelöléseként.